# Años 1540
Los años 1540 o década del 1540 empezó el 1 de enero de 1540 y terminó el 31 de diciembre de 1549.

## Acontecimientos
- 1542 - Francisco I de Francia ataca los Países Bajos rompiendo con la Tregua de Niza.
- 1543 - Andreas Osiander publica De revolutionibus orbium coelestium, obra de Nicolás Copérnico que suele ser considerado como el punto inicial de la astronomía moderna, proponiendo la teoría heliocéntrica.
- 1547 - Nacimiento de Miguel de Cervantes.
- 1547 - Los conquistadores españoles Gonzalo Pizarro y Francisco de Orellana descubren el río Amazonas.
- 1540 - Juan Ladrillero fundó la ciudad de Buenaventura (Valle del Cauca) Colombia.
- 1541 - Pedro de Valdivia fundó Santiago de Nueva Extremadura.
- 1546-1547 - Guerra de Esmalcalda